# Resolutie 2431 Veiligheidsraad Verenigde Naties
Resolutie 2431 van de Veiligheidsraad van de Verenigde Naties werd op 30 juli 2018 met unanimiteit aangenomen. De Veiligheidsraad verlengde de AMISOM-vredesmacht van de Afrikaanse Unie (AU) in Somalië met tien maanden.

## Standpunten
In maart 2018 waren de landen die manschappen bijdroegen aan AMISOM bijeengekomen. Zij vroegen dat de Veiligheidsraad zou terugkomen op de geplande inkrimping van de vredesmacht en deze zelfs opnieuw zou uitbreiden. Ze vreesden dat de vooruitgang die was geboekt in Somalië teniet gedaan zou worden als de taken werden overgedragen aan het Somalische leger en politie voor die daar klaar voor waren.
In mei 2018 was AMISOM kortstondig verlengd in afwachting van een evaluatie van de vredesmacht.
Frankrijk en de Verenigde Staten wilden dat de afbouw van AMISOM zou doorgaan zoals in resolutie 2372 was vastgelegd. De meeste leden van de Veiligheidsraad en ook secretaris-generaal António Guterres wilden dit echter uitstellen tot eind februari 2019, in overeenstemming met de evaluatie die stelde dat de Somalische veiligheidsdiensten nog te zwak waren. Bij wijze van compromis gingen Frankrijk en de Verenigde Staten akkoord met een uitstel op voorwaarde dat dit eenmalig zou zijn.
Er was ook onzekerheid over de AMISOMs financiering, die via donoren verliep. Sommige landen wilden de vredesmacht rechtstreeks vanuit de Verenigde Naties bekostigen, maar onder meer de Verenigde Staten waren hier tegen gekant.

## Achtergrond
In 1960 werden de voormalige kolonies Brits-Somaliland en Italiaans-Somaliland onafhankelijk, waarna ze werden samengevoegd tot de staat Somalië. In 1969 greep het leger de macht en werd Somalië een socialistisch-islamitisch land. In de jaren 1980 leidde het verzet tegen het totalitair geworden regime tot een burgeroorlog en in 1991 viel het centrale regime. Sindsdien beheersten verschillende groeperingen elk een deel van het land en viel Somalië uit elkaar. Toen milities van de Unie van Islamitische Rechtbanken de hoofdstad Mogadishu veroverden, greep buurland Ethiopië in en heroverde de stad.
In 2007 stuurde de Afrikaanse Unie middels toestemming van de Veiligheidsraad een vredesmacht naar Somalië. In 2008 werd de piraterij voor de kust van Somalië een groot probleem. In september 2012 trad na verkiezingen president Hassan Sheikh Mohamud aan, die met zijn regering de rol van de tijdelijke autoriteiten, die Somalië jarenlang hadden bestuurd, moest overnemen.

## Inhoud
De AMISOM-vredesmacht was van cruciaal belang om de veiligheidssituatie in Somalië te verbeteren terwijl de Somalische veiligheidsdiensten werden opgebouwd. Acht AU-landen droegen militairen en agenten bij. De in 2017 gevraagde evaluatie van de vredesmacht was klaar. Die beval een gefaseerde terugtrekking aan in overeenstemming met het overgangsplan van de Somalische overheid. Tegen eind 2021 zouden het eigen leger en politie de taken van de vredesmacht moeten overnemen.
De Veiligheidsraad stond de lidstaten van de Afrikaanse Unie toe AMISOM tot 31 mei 2019 in stand te houden. Het aantal manschappen moest tegen eind februari dat jaar tot 20.626 worden teruggebracht en uit minimaal 1040 politie-agenten bestaan. De prioriteiten waren helpen met het beschermen van de autoriteiten, het beschermen van VN-personeel, samen met het Somalische leger optreden tegen onder meer Al-Shabaab, bevoorradingsroutes beveiligen voor onder meer noodhulp en de Somalische veiligheidsdiensten mee opleiden. De VN zouden de vredesmacht logistiek blijven ondersteunen.
Het was van belang dat AMISOM en de VN-missies UNSOM en UNSOS nauw samenwerkten en dat AMISOM voldoende internationale ondersteuning kreeg. In het bijzonder bijdragen van de Europese Unie, die de grootste donor aan de missie was, werden verwelkomd.
Lijst ·  2398 ·  2399 ·  2400 ·  2401 ·  2402 ·  2403 ·  2404 ·  2405 ·  2406 ·  2407 ·  2408 ·  2409 ·  2410 ·  2411 ·  2412 ·  2413 ·  2414 ·  2415 ·  2416 ·  2417 ·  2418 ·  2419 ·  2420 ·  2421 ·  2422 ·  2423 ·  2424 ·  2425 ·  2426 ·  2427 ·  2428 ·  2429 ·  2430 ·  2431 ·  2432 ·  2433 ·  2434 ·  2435 ·  2436 ·  2437 ·  2438 ·  2439 ·  2440 ·  2441 ·  2442 ·  2443 ·  2444 ·  2445 ·  2446 ·  2447 ·  2448 ·  2449 ·  2450 ·  2451